# ГЕС Keowee
ГЕС Keowee — гідроелектростанція у штаті Південна Кароліна (Сполучені Штати Америки). Знаходячись після ГЕС-ГАЕС Jocassee, становить нижній ступінь каскаду на річці Keowee, яка дренує східний схил Аппалачів та є правим витоком Сінеки, котра в свою чергу є лівою твірною Саванни (впадає до Атлантичного океану біля міста Саванна, на межі штатів Південна Кароліна та Джорджія).
У межах проекту Keowee та її праву притоку Літтл-Рівер перекрили земляними греблями висотою по 50 метрів та довжиною 1067 метрів і 545 метрів відповідно. Створений ними підпір затопив водорозділ та призвів до появи єдиного резервуару, утримання якого також потребувало чотирьох допоміжних дамб висотою 15, 5, 5 та 12 метрів і довжиною 579, 69, 107 та 198 метрів. Ще одна дамба завдовжки 366 метрів розташована на каналі, через який здійснюють забір води для охолодження АЕС Оконі. Водосховище Keowee витягнуте по долині річки на 47 км та має площу поверхні 71,5 км2 при об'ємі 1072 млн м3. Корисний об'єм при цьому становив 450 млн м3, що забезпечувалось коливанням рівня між позначками 236 та 244 метри НРМ, проте з 2020 року нижній ліміт буде встановлений на рівні 241 метр НРМ.
Пригреблевий машинний зал обладнаний двома турбінами типу Френсіс потужністю по 78,8 МВт, які забезпечують виробництво 70 млн кВт-год електроенергії на рік.
Видача продукції відбувається по ЛЕП, розрахованій на роботу під напругою 230 кВ.
Можливо також відзначити, що водосховище Keowee виконує роль нижнього резервуару для розташованої вище станції Jocassee.